# VRSm3電車
Sm3(Pendolino S220)はVRグループ（フィンランド鉄道）が運行を行っている強制車体傾斜式の高速鉄道車両である。フィアット(後にアルストムが鉄道部門を買収)により製造され、フィンランド各地の主要都市間を結んでいる。編成構成は4M+2Tの電車編成である。1995年11月27日に導入され、2006年にかけて18編成が投入されている。最初の2編成はフィンランドの企業であるRautaruukki、Transtechによって製造されている。
Sm3はペンドリーノシリーズの一種で、機能的にはETR460を基本としている。最高運転速度は220km/hで試験走行では最高で248km/hを記録しているが、ケラヴァ(Kerava)・ラハティ間のみ最高運転速度に達している。通常、フィンランドではシンプルにペンドリーノと呼ばれており、フィンランド鉄道の時刻表ではSと表記し識別されている。Smの表記からペンド(Pendo)や電気の虫(electric worm,Sähkömato)の愛称がある。
1990年代、ペンドリーノシステムが選択され始めたが、これはフィンランドの鉄道網の多くが曲線区間の多い自然条件からであった。またペンドリーノを導入することで、車体傾斜制御により曲線区間でも旅客の快適性を保障しながら高速運転が可能になり、鉄道路線網を再整備するより安価に済むと言う利点もあった。
車体傾斜制御のおかげで他のヨーロッパ諸国のTGV、タリス、AVEなどの高速列車のように特別な高速新線を必要とせず、既存の鉄道路線が活用出来た。TGVのように300km/h以上の高速運転は不可能であるが、標準的な列車として広範囲な鉄道路線で運行できる特性を生かしている。フィンランドでは人口密度の低さから高速新線の建設は経済的ではないと言う理由もある。
車内設備ではそれぞの座席にラジオや音楽チャンネルが楽しめるイヤホンソケットを備えたオーディオ装置や、パソコンなどが使えるようにコンセントが備えられている。また、供食設備としてバースタイルのビストロが備えられている。